# Entrádám

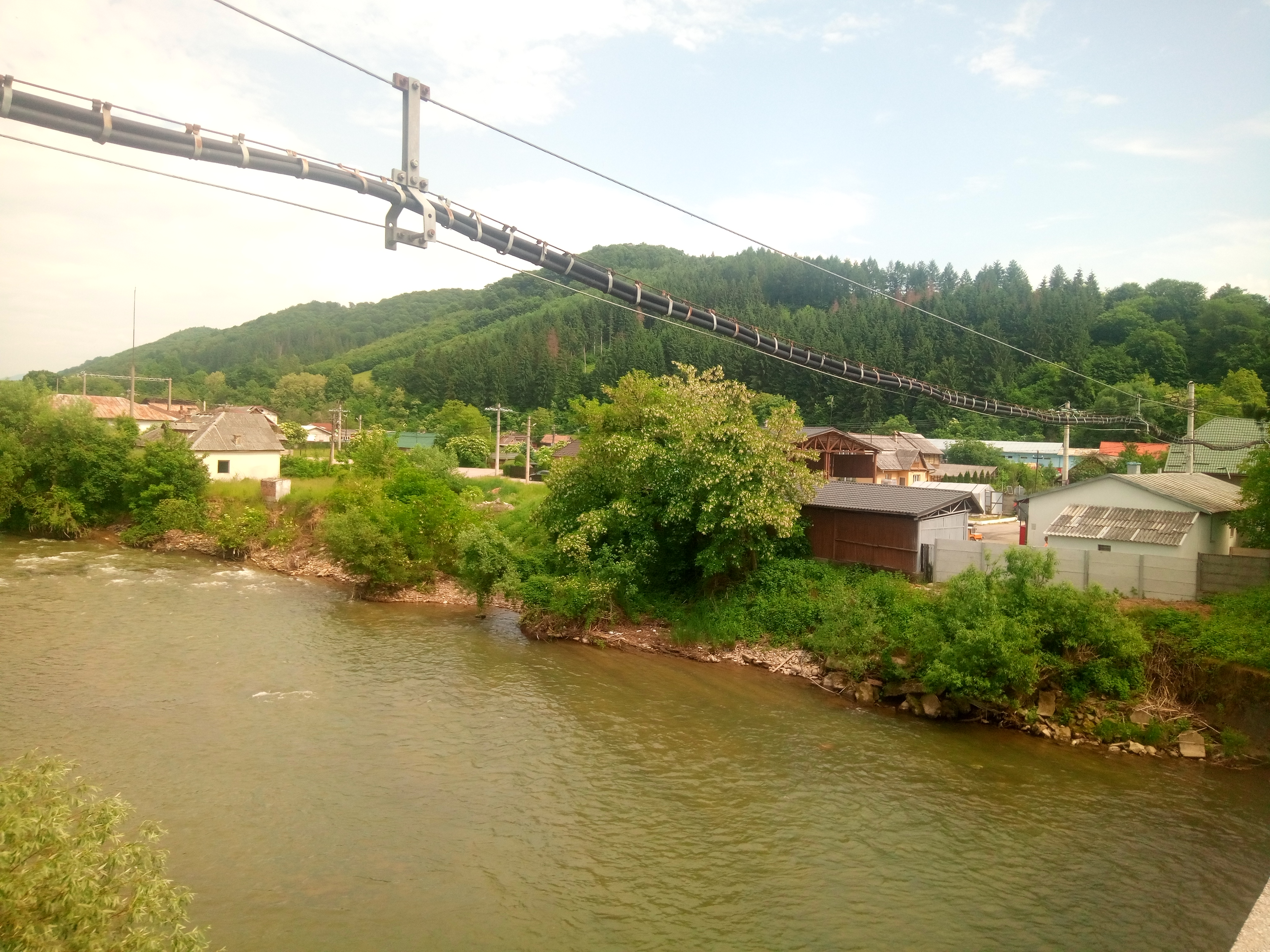
Az egykori Entrádám helye a Nagy-Szamos partján

Entrádám, (románul: Jidoviţa, 1925-ig Tradam, a zsidó forrásokban Inter Adam) egykor önálló település Naszódtól délre, a Nagy-Szamos bal partján, Naszód vidékén, később Beszterce-Naszód vármegyében. Erdély egyetlen, túlnyomó többségében zsidók által lakott községe volt.

## Története
Valószínűleg már a 17. században éltek benne zsidók. 1762 és 1764 között vált el Luskától, a későbbi Szamosparttól. 1848 előtt a kevés hely egyike volt Erdélyben, ahol zsidók letelepedhettek. 1838-ban készült el hitközségük későbbi szabályzata. Az 1840-es években lakossága 35-40 zsidó családból állt. 1844-ben ideköltözött egy Golnhofer nevű tímár, és bőrgyárat alapított benne. A gyár 1848-ban Bardócz Elek tulajdonában volt. Az entrádámiak 1848 után kezdtek beköltözni Naszódra. Ugyanekkor kapott kiváltságukkal élve a házalás mellett szeszfőzéssel kezdtek foglalkozni, és nemsokára minden egyes háznál működött szeszkazán.
A 19. század második felében az ortodox hitű és jiddis nyelvű közösség tagjai magyarosodni kezdtek. A folyamatról kissé ironikus képest fest Liviu Rebreanu Ion című regénye, amely részben a Jidoviţaként szereplő községben játszódik. 1885-ben az állam magyar tannyelvű iskolát alapított.
1918 után a magyarosodás megakadt, lakói között népszerűvé vált a cionizmus. A két világháború között a gazdagabbak szeszfőzés helyett kereskedelemmel, a szegények famunkával, földműveléssel és fuvarozással foglalkoztak. A nem zsidó lakosság aránya 1930-ra 40%-ra nőtt. Zsidó lakóit 1944 májusában deportálták. Naszód környékére kb. száz zsidó tért vissza, de ők az 1950-es évek elején kivándoroltak, főként Izraelbe.
1917–1920-ban és 1941–1944-ben Szamosparthoz tartozott.

## Lakossága
- 1850-ben 197 lakosából 179 volt zsidó és 13 görögkatolikus román.
- 1900-ban 297 lakosából 150 vallotta magát magyar, 116 német és 29 román anyanyelvűnek; 257 volt zsidó és 29 görögkatolikus vallású.

## Híres emberek
Itt született 1893. május 6-án Bárd Oszkár költő.

## Külső hivatkozások
- Az entrádámi („Năsăud II”) zsidó temető az International Jewish Cemetery Project oldalán (angolul)